# 假野剛彦
假野 剛彦（かの たけひこ、1962年6月4日 - ）は、日本のDJ、ナレーター。神奈川県出身。ヘリンボーン所属。
本職はDJ・ナレーターだが、スカイパーフェクTV!のサッカー中継やアーケードゲーム「WORLD CLUB Champion Football (WCCF)」（セガ・インタラクティブ）の実況もこなす。

## 主な出演作品

### テレビ・ラジオ
- COAST TO COAST（JFNC） - DJ
- セリエA（スカパー!） - 実況
- セリエAハイライトDX（スカパー!） - ナレーション
- RZTV（BS日テレ） - ナレーション
- 仮面ライダー555（テレビ朝日） - ナレーション、各ドライバー音声
- 劇場版 仮面ライダー555 パラダイス・ロスト - 各ドライバー音声
- 仮面ライダーディケイド（テレビ朝日） - 各ドライバー音声
- REAL NBA（BS-TBS）- ナレーション
- 仮面ライダーウィザード - ファイズドライバー音声
- 平成ライダー対昭和ライダー 仮面ライダー大戦 feat.スーパー戦隊 - ファイズドライバー音声
- スーパーヒーロー大戦GP 仮面ライダー3号 - ファイズドライバー音声
- dビデオスペシャル 仮面ライダー4号 - ファイズドライバー音声
- 有吉ぃぃeeeee!そうだ!今からお前んチでゲームしない?（テレビ東京）

### テレビアニメ
- デビルマンレディー（タワー）
- 隠の王（ユージン・フロスティ）

### OVA
- 戦闘妖精雪風（艦内放送）

### CM
- アリコジャパン
- 金曜プレステージ（フジテレビ）予告CMナレーション
- ヨコハマタイヤ